# HTC-Highroad
La HTC-Highroad, nota in precedenza con le denominazioni Stuttgart, Telekom, Deutsche Telekom, T-Mobile e High Road, era una squadra maschile statunitense di ciclismo su strada, attiva nel professionismo dal 1989 al 2011.
Con il nome di Telekom fu portata al successo, nella seconda metà degli anni 1990, da Bjarne Riis e Jan Ullrich, vincitori del Tour de France rispettivamente nel 1996 e 1997, e da Erik Zabel, trionfatore in quattro Milano-Sanremo.

## Storia
Basata a Stoccarda, nell'allora Germania Ovest, la squadra debuttò nel professionismo nel 1989 su iniziativa dell'ex professionista olandese Hennie Kuiper, con una rosa di tredici nomi, dieci dei quali (come Udo Bölts) all'esordio da pro. Nel 1990 venne invitata per la prima volta alla Vuelta a España; due anni dopo, con la nuova sponsorizzazione Telekom e l'arrivo in squadra di Étienne De Wilde e di Marc e Yvon Madiot, partecipò per la prima volta al Tour de France. Nel 1993 fecero il loro esordio in squadra i giovani Erik Zabel e Steffen Wesemann, mentre nel 1995 passò professionista Jan Ullrich. Nel 1996 la squadra ottenne la vittoria al Tour de France con l'esperto danese Bjarne Riis, arrivato quell'anno dalla Gewiss-Ballan; il successo fu completato dal secondo posto e dalla maglia bianca del giovane Ullrich.

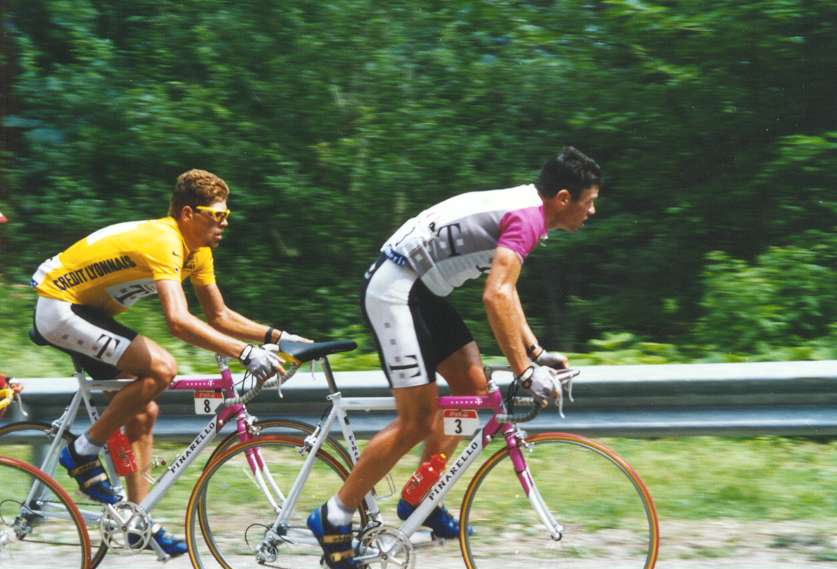
Jan Ullrich e Udo Bölts nel 1997

Nel 1997 la squadra venne costruita proprio intorno ad Ullrich, che ripagò vincendo il Tour de France e, per la seconda volta, la maglia bianca di miglior giovane. Negli anni successivi la Telekom non riuscì più a vincere il Tour, ottenendo però numerosi piazzamenti nella corsa francese ancora con Jan Ullrich, tre volte secondo, nel 1998, 2000 e 2001, e miglior giovane nel 1998. Sempre Ullrich si impose nella Vuelta a España 1999, mentre Aleksandr Vinokurov concluse terzo al Tour 2003. Oltre ad essere competitiva sulle salite, la Telekom ottenne numerosi successi nelle volate e nelle grandi classiche con Erik Zabel, capace di conquistare per sei volte consecutive, dal 1996 al 2001, la maglia verde della classifica a punti al Tour de France ma anche di vincere quattro edizioni della Milano-Sanremo, nel 1997, 1998, 2000 e 2001.
Nel 2004 la squadra cambiò nome e diventò T-Mobile Team. In quegli anni Andreas Klöden, in squadra dal 1998, concluse due volte secondo al Tour de France, nel 2004 e nel 2006, mentre Ullrich, rientrato in rosa dopo la stagione 2003 al Team Coast/Bianchi, si impose in due Giri di Svizzera, nel 2004 e nel 2006, e concluse terzo al Tour de France 2005. Nel 2006, poco prima del Tour de France, la T-Mobile venne coinvolta nello scandalo doping Operación Puerto: il corridore-simbolo Jan Ullrich e il direttore sportivo Rudy Pevenage vennero licenziati, con Ullrich successivamente squalificato e privato dei risultati ottenuti nel 2005 e nel 2006. Nel maggio 2007 l'ex Telekom Bjarne Riis confessò di aver fatto uso di doping durante il vittorioso Tour de France 1996 (il titolo gli venne revocato, poi riassegnato); anche Erik Zabel, che a fine 2005 aveva lasciato la T-Mobile per passare al Team Milram, confessò l'uso di sostanze dopanti durante quel Tour 1996.

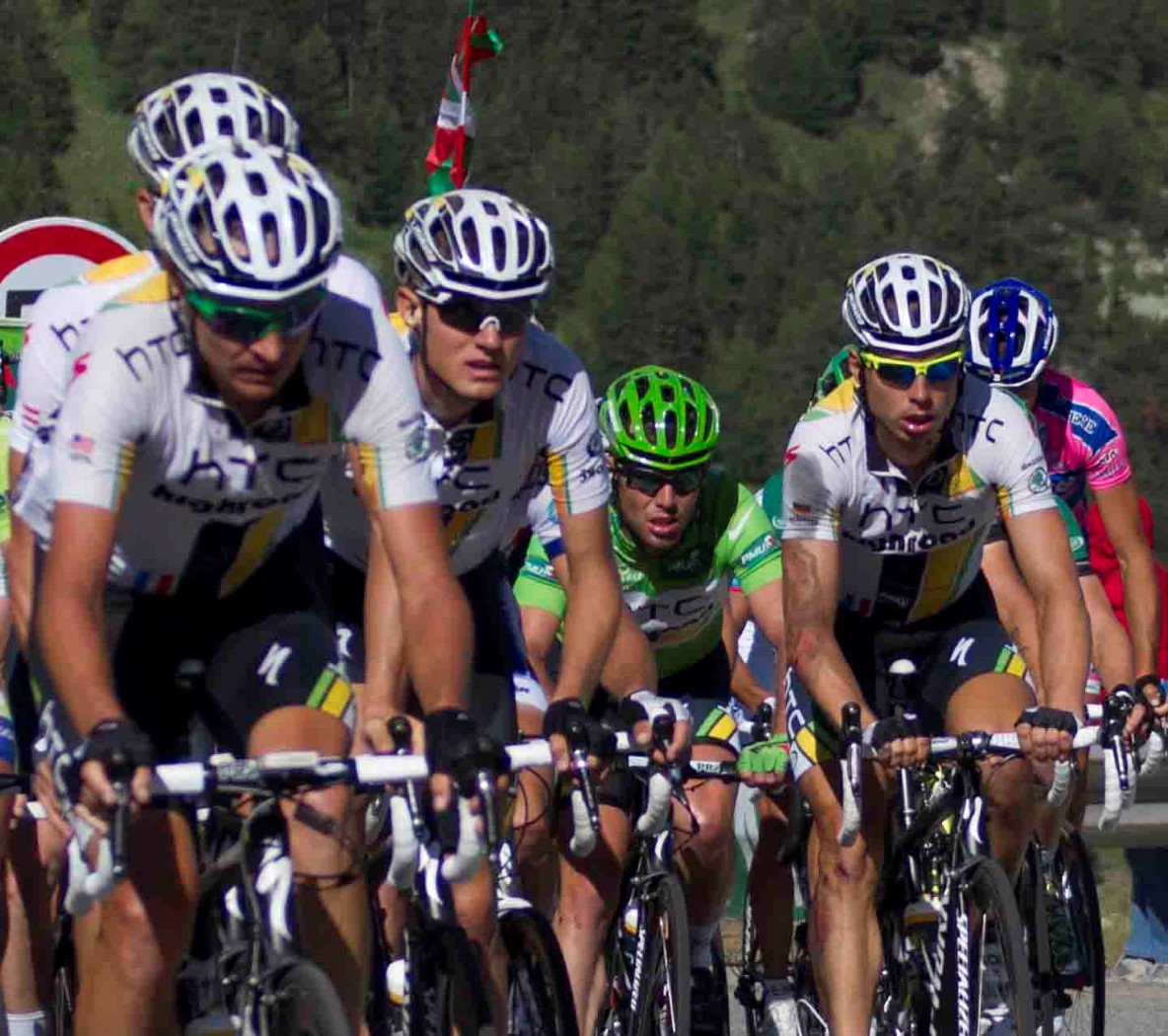
Mark Cavendish e compagni al Tour de France 2011

Tra il 2006 e il 2007 la squadra venne rinnovata con una nuova dirigenza, affidata al manager statunitense Bob Stapleton (in carica dal 2007), e l'innesto di parecchi giovani, come André Greipel, Mark Cavendish e Gerald Ciolek; fra essi anche Linus Gerdemann, vincitore della prima tappa alpina del Tour de France 2007. La squadra si schierò in prima linea nella lotta contro il doping attivando i cosiddetti "controlli interni" e licenziando Serhij Hončar, trovato positivo ad uno di questi. Nonostante ciò, si trovò di nuovo coinvolta in un caso di doping proprio durante il Tour de France 2007, quando venne resa nota la positività al testosterone di Patrick Sinkewitz. La positività di Sinkewitz, poi licenziato, provocò il clamoroso abbandono delle tv tedesche dalla corsa, e spinse inizialmente Deutsche Telekom a ritirare la sponsorizzazione alla squadra con effetto immediato. Il manager Stapleton riuscì però a mediare e a garantire finanziamenti fino al 2010, evitando la chiusura del team.
Nel 2008 la compagine cambiò nome, diventando Team High Road, dal nome della società di amministrazione, la High Road Sports, e assumendo licenza statunitense; a partire dal luglio 2008, con l'arrivo del nuovo sponsor Columbia Sportswear, divenne Team Columbia. Grandi risultati arrivarono soprattutto nelle corse a tappe, con due frazioni vinte da Mark Cavendish sia al Giro d'Italia che al Tour de France; Kim Kirchen, sempre al Tour de France, indossò la maglia gialla di leader della classifica generale. In seguito, nell'agosto 2008, Linus Gerdemann si aggiudicò il Giro di Germania.
Anche il 2009 del Team Columbia fu ricchissimo di affermazioni, con le vittorie di Cavendish alla Milano-Sanremo, in tre tappe del Giro d'Italia e in sei frazioni del Tour de France. Il giovane talento norvegese Edvald Boasson Hagen vinse la Gand-Wevelgem, una tappa al Giro d'Italia e due frazioni al Giro di Polonia.

## Cronistoria

### Annuario
| Anno | Codice                                    | Nome                                                                          | Cat. | Biciclette  | Dirigenza |
| ---- | ----------------------------------------- | ----------------------------------------------------------------------------- | ---- | ----------- | --- |
| 1989 | -                                         | Stuttgart                                                                     | Pro  | Eddy Merckx | Dir. sportivi: Hennie Kuiper |
| 1990 | -                                         | Stuttgart                                                                     | Pro  | Eddy Merckx | Dir. sportivi: Hennie Kuiper, Werner Stauff |
| 1991 | -                                         | Telekom                                                                       | Pro  | Eddy Merckx | Dir. sportivi: Hennie Kuiper, Herman Snoeijink                                                                                                  |
| 1992 | -                                         | Telekom                                                                       | Pro  | Eddy Merckx | Dir. sportivi: Jules de Wever, Walter Godefroot, Eddy Vandenhecke, Frans Van Looy                                                               |
| 1993 | TEL                                       | Telekom                                                                       | Pro  | Eddy Merckx | Dir. sportivi: Jules de Wever, Walter Godefroot, Eddy Vandenhecke, Frans Van Looy                                                               |
| 1994 | TEL                                       | Telekom                                                                       | Pro  | Eddy Merckx | Dir. sportivi: Jules de Wever, Walter Godefroot, Rudy Pevenage, Frans Van Looy                                                                  |
| 1995 | TEL                                       | Team Deutsche Telekom                                                         | Pro  | Eddy Merckx | Manager: Jules de Wever Dir. sportivi: Walter Godefroot, Rudy Pevenage, Frans Van Looy                                                          |
| 1996 | TEL                                       | Team Deutsche Telekom                                                         | GSI  | Pinarello   | Manager: Eddy Vandenhecke Dir. sportivi: Walter Godefroot, Rudy Pevenage, Frans Van Looy                                                        |
| 1997 | TEL                                       | Team Deutsche Telekom                                                         | GSI  | Pinarello   | Manager: Eddy Vandenhecke Dir. sportivi: Walter Godefroot, Rudy Pevenage, Frans Van Looy                                                        |
| 1998 | TEL                                       | Team Deutsche Telekom                                                         | GSI  | Pinarello   | Manager: Eddy Vandenhecke Dir. sportivi: Walter Godefroot, Rudy Pevenage, Frans Van Looy                                                        |
| 1999 | TEL                                       | Team Deutsche Telekom                                                         | GSI  | Pinarello   | Manager: Eddy Vandenhecke Dir. sportivi: Walter Godefroot, Rudy Pevenage, Frans Van Looy                                                        |
| 2000 | TEL                                       | Team Deutsche Telekom                                                         | GSI  | Pinarello   | Manager: Eddy Vandenhecke Dir. sportivi: Walter Godefroot, Rudy Pevenage, Frans Van Looy, Mario Kummer                                          |
| 2001 | TEL                                       | Team Deutsche Telekom                                                         | GSI  | Pinarello   | Manager: Eddy Vandenhecke Dir. sportivi: Walter Godefroot, Domenico Cavallo, Rudy Pevenage, Frans Van Looy, Mario Kummer                        |
| 2002 | TEL                                       | Team Telekom                                                                  | GSI  | Pinarello   | Manager: Eddy Vandenhecke Dir. sportivi: Walter Godefroot, Domenico Cavallo, Rudy Pevenage, Frans Van Looy, Mario Kummer                        |
| 2003 | TEL                                       | Team Telekom                                                                  | GSI  | Pinarello   | Manager: Eddy Vandenhecke Dir. sportivi: Walter Godefroot, Giovanni Fidanza, Rudy Pevenage, Frans Van Looy, Mario Kummer                        |
| 2004 | TMO                                       | T-Mobile Team                                                                 | GSI  | Giant       | Manager: Eddy Vandenhecke Dir. sportivi: Walter Godefroot, Giovanni Fidanza, Brian Holm, Mario Kummer, Frans Van Looy                           |
| 2005 | TMO                                       | T-Mobile Team                                                                 | PT   | Giant       | Manager: Eddy Vandenhecke Dir. sportivi: Walter Godefroot, Giovanni Fidanza, Brian Holm, Mario Kummer, Valerio Piva, Frans Van Looy             |
| 2006 | TMO                                       | T-Mobile Team                                                                 | PT   | Giant       | Manager: Olaf Ludwig Dir. sportivi: Mario Kummer, Giovanni Fidanza, Brian Holm, Valerio Piva, Rudy Pevenage (fino al 22 luglio), Frans Van Looy |
| 2007 | TMO                                       | T-Mobile Team                                                                 | PT   | Giant       | Manager: Bob Stapleton Dir. sportivi: Rolf Aldag, Tristan Hoffman, Brian Holm, Allan Peiper, Valerio Piva, Jan Schaffrath                       |
| 2008 | THR (fino al 3 luglio) COL (dal 4 luglio) | High Road (fino al 3 luglio) Team Columbia (dal 4 luglio)                     | PT   | Giant       | Manager: Bob Stapleton Dir. sportivi: Rolf Aldag, Tristan Hoffman, Brian Holm, Allan Peiper, Valerio Piva, Jan Schaffrath                       |
| 2009 | THR                                       | Team Columbia-High Road (fino al 30 giugno) Team Columbia-HTC (dal 1º luglio) | PT   | Scott       | Manager: Bob Stapleton Dir. sportivi: Rolf Aldag, Tristan Hoffman, Brian Holm, Allan Peiper, Valerio Piva, Jan Schaffrath                       |
| 2010 | THR                                       | Team HTC-Columbia                                                             | PT   | Scott       | Manager: Bob Stapleton Dir. sportivi: Rolf Aldag, Tristan Hoffman, Brian Holm, Allan Peiper, Valerio Piva, Jan Schaffrath                       |
| 2011 | THR                                       | HTC-Highroad                                                                  | PT   | Specialized | Manager: Bob Stapleton Dir. sportivi: Rolf Aldag, Brian Holm, Allan Peiper, Valerio Piva, Jan Schaffrath, Jens Zemke                            |

### Classifiche UCI
| Anno | Classifica | Pos. | Migliore cl. individuale  |
| ---- | ---------- | ---- | ------------------------- |
| 1995 | -          | 13º  | Erik Zabel (40º)          |
| 1996 | -          | 4º   | Bjarne Riis (3º)          |
| 1997 | -          | 3º   | Jan Ullrich (2º)          |
| 1998 | -          | 9º   | Jan Ullrich (12º)         |
| 1999 | GSI        | 5º   | Jan Ullrich (9º)          |
| 2000 | GSI        | 2º   | Erik Zabel (2º)           |
| 2001 | GSI        | 2º   | Erik Zabel (1º)           |
| 2002 | GSI        | 12º  | Erik Zabel (1º)           |
| 2003 | GSI        | 3º   | Erik Zabel (2º)           |
| 2004 | GSI        | 1º   | Erik Zabel (3º)           |
| 2005 | ProTour    | 14º  | Jan Ullrich (4º)          |
| 2006 | ProTour    | 8º   | Patrik Sinkewitz (25º)    |
| 2007 | ProTour    | 13º  | Kim Kirchen (7º)          |
| 2008 | ProTour    | 9º   | André Greipel (5º)        |
| 2009 | World Cal. | 3º   | Edvald Boasson Hagen (7º) |
| 2010 | World Cal. | 5º   | André Greipel (20º)       |
| 2011 | World Tour | 4º   | Tony Martin (5º)          |

## Palmarès

### Grandi Giri
- Giro d'Italia

Partecipazioni: 13 (1992, 1993, 1994, 1995, 2001, 2002, 2005, 2006, 2007, 2008, 2009, 2010, 2011)
Vittorie di tappa: 21
1992 (Udo Bölts)
1994 (Volodymyr Pulnikov)
2001 (2 Danilo Hondo)
2006 (Jan Ullrich)
2008 (2 Cavendish, Greipel, Pinotti)
2009 (3 Cavendish, Siŭcoŭ, B. Hagen, cronosquadre)
2010 (Matthew Goss, André Greipel)
2011 (cronosquadre, 2 Cavendish)
Vittorie finali: 0
Altre classifiche: 1
2009 Squadre a punti
- Tour de France

Partecipazioni: 20 (1992, 1993, 1994, 1995, 1996, 1997, 1998, 1999, 2000, 2001, 2002, 2003, 2004, 2005, 2006, 2007, 2008, 2009, 2010, 2011)
Vittorie di tappa: 53
1993 (Olaf Ludwig)
1995 (2 Erik Zabel)
1996 (2 Bjarne Riis, 2 Erik Zabel, Jan Ullrich)
1997 (3 Erik Zabel, 2 Jan Ullrich)
1998 (3 Jan Ullrich, Jens Heppner)
1999 (Giuseppe Guerini)
2000 (Erik Zabel)
2001 (3 Erik Zabel)
2002 (Erik Zabel)
2003 (Erik Zabel)
2005 (2 Aleksandr Vinokurov, Giuseppe Guerini)
2006 (2 Serhij Hončar, Matthias Kessler)
2008 (4 Cavendish, Kirchen, Burghardt)
2009 (6 Mark Cavendish)
2010 (5 Mark Cavendish)
2011 (5 Mark Cavendish, Tony Martin)
Vittorie finali: 2
1996 (Bjarne Riis)
1997 (Jan Ullrich)
Altre classifiche: 7
1996: Punti (Erik Zabel)
1997: Punti (Erik Zabel)
1998: Punti (Erik Zabel)
1999: Punti (Erik Zabel)
2000: Punti (Erik Zabel)
2001: Punti (Erik Zabel)
2011: Punti (Mark Cavendish)
- Vuelta a España

Partecipazioni: 17 (1990, 1991, 1995, 1996, 1997, 1999, 2000, 2001, 2002, 2003, 2004, 2005, 2006, 2007, 2009, 2010, 2011)
Vittorie di tappa: 26
1990: 1 (Erwin Nijboer)
1995: 2 (Bert Dietz, Christian Henn)
1998: 1 (Giovanni Lombardi)
1999: 2 (2 Jan Ullrich)
2000: 1 (Aleksandr Vinokurov)
2001: 3 (3 Erik Zabel)
2003: 2 (2 Erik Zabel)
2007: 1 (Bert Grabsch, Andreas Klier)
2009: 5 (4 André Greipel, Greg Henderson)
2010: 5 (3 Cavendish, cronosquadre, Velits)
2011: 2 (Tony Martin, Michael Albasini)
Vittorie finali: 1
1999 (Jan Ullrich)
Altre classifiche: 5
2002: Punti (Erik Zabel)
2003: Punti (Erik Zabel)
2004: Punti (Erik Zabel)
2009: Punti (André Greipel)
2010: Punti (Mark Cavendish)

### Classiche monumento
- Milano-Sanremo: 6

1997, 1998, 2000, 2001 (Zabel); 2009 (Cavendish); 2011 (Goss)
- Giro delle Fiandre: 1

2004 (Steffen Wesemann)
- Liegi-Bastogne-Liegi: 1

2005 (Aleksandr Vinokurov)

### Campionati nazionali
- Campionati australiani: 2

Cronometro: 2008 (Adam Hansen); 2009 (Michael Rogers)
- Campionati austriaci: 3

In linea: 1997 (Georg Totschnig); 2006 (Bernhard Kohl)
Cronometro: 1997 (Georg Totschnig)
- Campionati belgi: 1

Cronometro: 2009 (Maxime Monfort)
- Campionati bielorussi 1

Cronometro: 2011 (Kanstancin Siŭcoŭ)
- Campionati cechi: 2

Cronometro: 2008, 2010 (František Raboň)
- Campionati danesi: 3

In linea: 1996 (Bjarne Riis)
Cronometro: 1996 (Bjarne Riis)
Crono a squadre: 1998 (Michael Blaudzun, Bjarne Riis)
- Campionati tedeschi: 20

In linea: 1989 (Kajzer); 1990 (Bölts); 1993 (Gröne); 1994 (Heppner); 1995 (Bölts); 1996 (Henn); 1997 (Ullrich); 1998 (Zabel); 1999 (Bölts); 2000 (Aldag); 2001 (Ullrich); 2002 (Hondo); 2003 (Zabel); 2004 (Klöden)
Cronometro: 1994 (Jens Lehmann); 1995 (Jan Ullrich); 2007, 2008, 2009 (Bert Grabsch); 2010 (Tony Martin); 2011 (Bert Grabsch)
In linea dilettanti: 1993 (Bert Dietz)
- Campionati irlandesi: 2

Cronometro: 2011 (Matthew Brammeier)
In linea: 2011 (Matthew Brammeier)
- Campionati italiani: 4

Cronometro: 2007, 2008, 2009, 2010 (Marco Pinotti)
- Campionati kazaki: 2

In linea: 2005 (Aleksandr Vinokurov)
Cronometro: 2001 (Andrej Mizurov)
- Campionati lettoni: 2

Cronometro: 2010 (Aleksejs Saramotins); 2011 (Gatis Smukulis)
- Campionati lussemburghesi: 3

In linea: 2006 (Kim Kirchen)
Cronometro: 2008, 2009 (Kim Kirchen)
- Campionati norvegesi: 2

Cronometro: 2008, 2009 (Edvald Boasson Hagen)
- Campionati neozelandesi: 1

In linea: 2011 (Hayden Roulston)
- Campionati russi: 1

In linea: 2005 (Sergej Ivanov)
- Campionati slovacchi: 1

Cronometro: 2010 (Martin Velits)
- Campionati statunitensi: 1

In linea: 2009 (George Hincapie)
- Campionati svedesi: 1

Cronometro: 1996 (Michael Andersson)